# 門別啓人
門別 啓人（もんべつ けいと、2004年7月10日 - ）は、北海道沙流郡門別町（現：日高町）出身のプロ野球選手（投手）。左投左打。阪神タイガース所属。

## 経歴

### プロ入り前
日高町立富川小学校1年時に富川野球スポーツ少年団に入り野球を始め、6年時に北海道日本ハムファイターズジュニアに選出された。
日高町立富川中学校在籍時は軟式野球部に所属し、道選抜に選ばれた。
中学卒業後は東海大学付属札幌高等学校へ進学した。在籍中は地区大会で勝ち進めず、甲子園の土を踏むことはできなかった。2022年春の地区大会で最速150km/hを計時し、プロからも注目される存在となり、チームメイトの唐川と共にプロ志望届を提出した。2022年10月20日のプロ野球ドラフト会議で阪神タイガースから2位指名を受け、契約金6000万円、年俸720万円で仮契約を結んだ（金額は推定）。背番号は30。背中の名前表記は「MONBETSU」ではなく「MOMBETSU」。

### 阪神時代
2023年、二軍で12試合に登板し、2勝2敗2セーブ、防御率2.78を記録。一軍がリーグ優勝を決めた翌日の9月15日に一軍初昇格。同日の広島東洋カープ戦でリリーフ登板するも、3回6安打3失点で降板した。更に同月30日の広島戦でプロ初先発し、5回7安打無四球無失点の好投を見せた。11月14日、80万円増となる推定年俸800万円で契約を更改した。
2024年の春季キャンプで、2月17日に実施された東北楽天ゴールデンイーグルスとの練習試合に登板し、3イニングで41球を投げ、被安打2、無失点と好投し、ストレートの最速は151km/hを記録。5月3日の読売ジャイアンツ戦（東京ドーム）で同年初先発が決まったものの、初回から4者連続適時打を打たれるなど3回6安打6失点と試合を作れず、二軍再調整が決まった。その後、背中の張りを訴え、およそ2か月弱リハビリ生活を行った。8月20日に再び一軍に合流し、24日の広島戦で再び先発を務め、5回6安打2失点と粘投するものの、打線の援護がなく同年2敗目を喫した。その後も白星を挙げることができず、最終的に救援登板も含めて5試合に登板して0勝2敗、防御率4.50に終わり、オフの契約更改では70万円増の推定年俸870万円でサインした。
2025年3月15日に行われたMLB開幕戦プレシーズンゲームのシカゴ・カブス戦（東京ドーム）に先発登板し、5回をわずか55球で無安打無四死球無失点に抑える完全投球を見せ、勝利投手となった。そのまま開幕ローテーション入りを果たし、2試合目の登板となった4月6日の巨人戦（東京ドーム）でプロ初勝利を挙げた。しかしその後は思うように勝ち星が伸びず、5月8日時点で1勝2敗、防御率4.73という成績で、同日出場登録を抹消された。

## 選手としての特徴
オーバースローから最速150km/hのストレートとスライダー、カーブ、チェンジアップ、ツーシームを投げる。クロスファイアで右打者の内角を突く投球スタイルが持ち味。

## 人物
妹がいたが、脳腫瘍のため5歳で他界。高校時代から妹の名前を刺繍したグラブを使用している。

## 詳細情報

### 年度別投手成績
| 年 度     | 球 団     | 登 板 | 先 発 | 完 投 | 完 封 | 無 四 球 | 勝 利 | 敗 戦 | セ 丨 ブ | ホ 丨 ル ド | 勝 率 | 打 者 | 投 球 回 | 被 安 打 | 被 本 塁 打 | 与 四 球 | 敬 遠 | 与 死 球 | 奪 三 振 | 暴 投 | ボ 丨 ク | 失 点 | 自 責 点 | 防 御 率 | W H I P |
| --------- | --------- | ----- | ----- | ----- | ----- | -------- | ----- | ----- | -------- | ----------- | ----- | ----- | -------- | -------- | ----------- | -------- | ----- | -------- | -------- | ----- | -------- | ----- | -------- | -------- | ------- |
| 2023      | 阪神      | 2     | 1     | 0     | 0     | 0        | 0     | 0     | 0        | 0           | ----  | 37    | 8.0      | 13       | 0           | 1        | 0     | 0        | 5        | 0     | 0        | 3     | 3        | 3.38     | 1.75    |
| 2024      | 阪神      | 5     | 2     | 0     | 0     | 0        | 0     | 2     | 0        | 0           | .000  | 54    | 12.0     | 15       | 1           | 4        | 0     | 0        | 8        | 2     | 0        | 8     | 6        | 4.50     | 1.58    |
| 通算：2年 | 通算：2年 | 7     | 3     | 0     | 0     | 0        | 0     | 2     | 0        | 0           | .000  | 91    | 20.0     | 28       | 1           | 5        | 0     | 0        | 13       | 2     | 0        | 11    | 9        | 4.05     | 1.65    |

- 2024年度シーズン終了時

### 年度別守備成績
| 年 度 | 球 団 | 投手  | 投手  | 投手  | 投手  | 投手  | 投手     |
| 年 度 | 球 団 | 試 合 | 刺 殺 | 補 殺 | 失 策 | 併 殺 | 守 備 率 |
| ----- | ----- | ----- | ----- | ----- | ----- | ----- | -------- |
| 2023  | 阪神  | 2     | 0     | 2     | 0     | 0     | 1.000    |
| 2024  | 阪神  | 5     | 1     | 0     | 0     | 0     | 1.000    |
| 通算  | 通算  | 7     | 1     | 2     | 0     | 0     | 1.000    |

- 2024年度シーズン終了時

### 記録
投手記録
- 初登板：2023年9月15日、対広島東洋カープ22回戦（MAZDA Zoom-Zoom スタジアム広島）、3回裏に2番手で救援登板、3回3失点[7]
- 初奪三振：同上、3回裏に羽月隆太郎から空振り三振
- 初先発登板：2023年9月30日、対広島東洋カープ24回戦（MAZDA Zoom-Zoom スタジアム広島）、5回無失点で勝敗つかず[8]
- 初勝利・初先発勝利：2025年4月6日、対読売ジャイアンツ3回戦（東京ドーム）、5回2/3を無失点[19]

打撃記録
- 初打席：2023年9月15日、対広島東洋カープ22回戦（MAZDA Zoom-Zoom スタジアム広島）、4回表に床田寛樹から空振り三振

### 背番号
- 30（2023年[5] - ）